# غشوة حبشية
غشوة حبشية (الاسم العلمي:Ceropegia abyssinica) هو نوع من النباتات يتبع جنس الغشوة من الفصيلة الدفلية.